# زمن المحن
زَمَنُ المِحَنْ (بالروسية: Смутное время)، عبارة عن سلسلة من الأزمات التي عَصفت بروسيا القيصرية على مدى 15 عامًا، بدأت سنة 1598 بوفاة «فيودور الأول» آخر قياصرة آل رُوريك، وانتهت سنة 1613 بتتويج «ميخائيل الأول» من آل رُومانوف.
أعقبت الأزمة وفاة «فيودور الأول»، الذي كانَ قيصرًا ضعيفًا ورُبما مُعاق ذهنيًا والذي مات بدون وريث. أنهى موته سلالة روريك، مِما أدى إلى أزمة خلافة عنيفة مع العديد من المُغتصبين والمُدعين الذين طالبوا بلقب القيصر. عانت روسيا من المجاعة، والتي قتلت ما يقرب من ثلث السُكان. احتل الكومنولث البولندي الليتواني روسيا خلال الحرب البولندية الروسية حتى تم طردها عام 1612. وكانت واحدة من أكثر الفترات اضطرابًا وعنفًا في التاريخ الروسي. في غضون 15 عامًا فقط، تغير حكم التاج ست مرات. تتراوح تقديرات إجمالي الوفيات الناجمة عن الصراع من 1 إلى 1.2 مليون، بينما شهدت بعض المناطق في روسيا انخفاضًا في عدد السكان بأكثر من 50 بالمائة.
انتهى زمن المحن بانتخاب «ميخائيل الأول» قيصرًا على عرش روسيا من قبل مجلس زيمسكي في عام 1613، وبالتالي تأسست سُلالة رومانوف، التي حكمت روسيا حتى ثورة فبراير عام 1917.

## خلفية
كان القيصر «فيودور الأول» الابن الثاني «لإيفان الرابع (الرهيب)»، أول قياصرة روسيا، ومؤسس روسيا القيصرية خلفًا لدوقية موسكو الكبرى. كان أخ «فيودور» الأكبر، «إيفان إيفانوفيتش»، الوريث الظاهر؛ لم يكُن «فيودور» أبدًا مُرشحًا جادًا لعرش روسيا. قُتل «إيفانوفيتش» عن طريق الخطأ على يد والده في 19 نوفمبر 1581، وبالتالي أصبح «فيودور» الوريث الجديد.

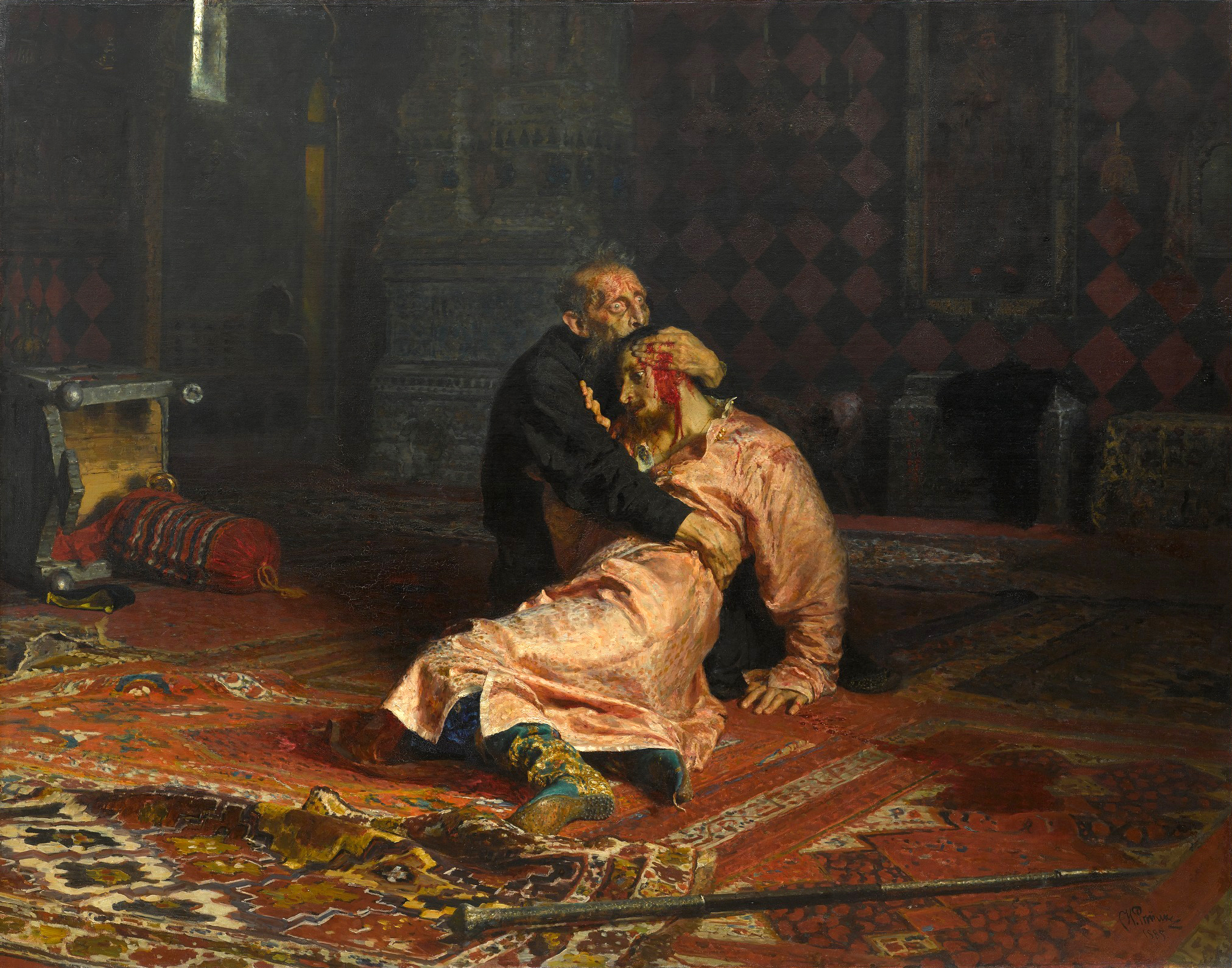
إيفان الرهيب وابنه إيفان، بريشة «إيليا ريبين» (1885)، يُصور الفنان القتل العرضي «لإيفان إيفانوفيتش» على يَد والده «إيفان الرهيب»؛ الأمر الذي دفع «فيودور الأول» ليُصبح وريثًا لعرش روسي القيصرية. معرض تريتياكوف، موسكو.

وفقًا للمؤرخ «تشيستر دانينغ»، «كان القيصر إيفان يعلم جيدًا أن فيدور لا يستطيع أن يحكم بمفرده؛ قبل وفاته في عام 1584، أنشأ مجلسًا للحكم باسم ابنه. وقد وضع إيفان على العرش وصيين من البويار؛ عم فيدور، نيكيتا رومانوفيتش (كبير عشيرة رومانوف)، والأمير إيفان مستسلافسكي، كما عين اثنين من كبار أعضاء بلاطه، الأمير الشهير إيفان شيسكي، و صهر فيدور، بوريس غودونوف. في يوم التتويج، تم تسمية بوريس سيد الفروسية، وهو لقب جعله على الفور أقوى عضو في مجلس البويار. قام الأمير إيفان مستيسلافسكي في محاولة للحصول على السلطة في عام 1585، أوقفه الحكام الآخرون وأجبروه على أن يُصبح راهبًا، وكانت هذه خطوة في روسيا لا رجعة فيها. ومن هذه النقطة نشأ تحالف ضمني بين آل غودونوف وآل رومانوف لحماية إهتمامات عائِلاتهُم.» في عام 1586، بعد أعمال شغب ضد آل غودونوف، أُجبر الأمير إيفان شيسكي على أن يُصبح راهبًا وظل تحت الحراسة المُشددة. أصبح «بوريس غودونوف» الآن الوصي الوحيد على القيصر «فيدور» وأقوى رجل في روسيا.
في مُنتصف القرن السادس عشر، عانت روسيا القيصرية من المجاعات والأوبئة والخلافات الداخلية التي صاحبت غارات خانية القرم المدعومة من العثمانيين. في عام 1571، قام «دولت كراي الأول» وجيشه بنهب أراضيها في الأحداث المعروفة باسم حرق موسكو.

بعد وفاة القيصر «إيفان» في 28 مارس 1584، توج «فيودور» بعد ثلاثة أيام. لم يهتم «فيودور» المُتدين بالسياسة كثيرًا، وحكم من خلال «بوريس غودونوف» (أقرب مستشار له، وهو بويار وشقيق زوجة «فيودور»، «إيرينا غودونوفا»). أنجب «فيودور» طفلاً واحدًا، فتاة، «فيودوسيا»، توفيت في الثانية من عمرها.

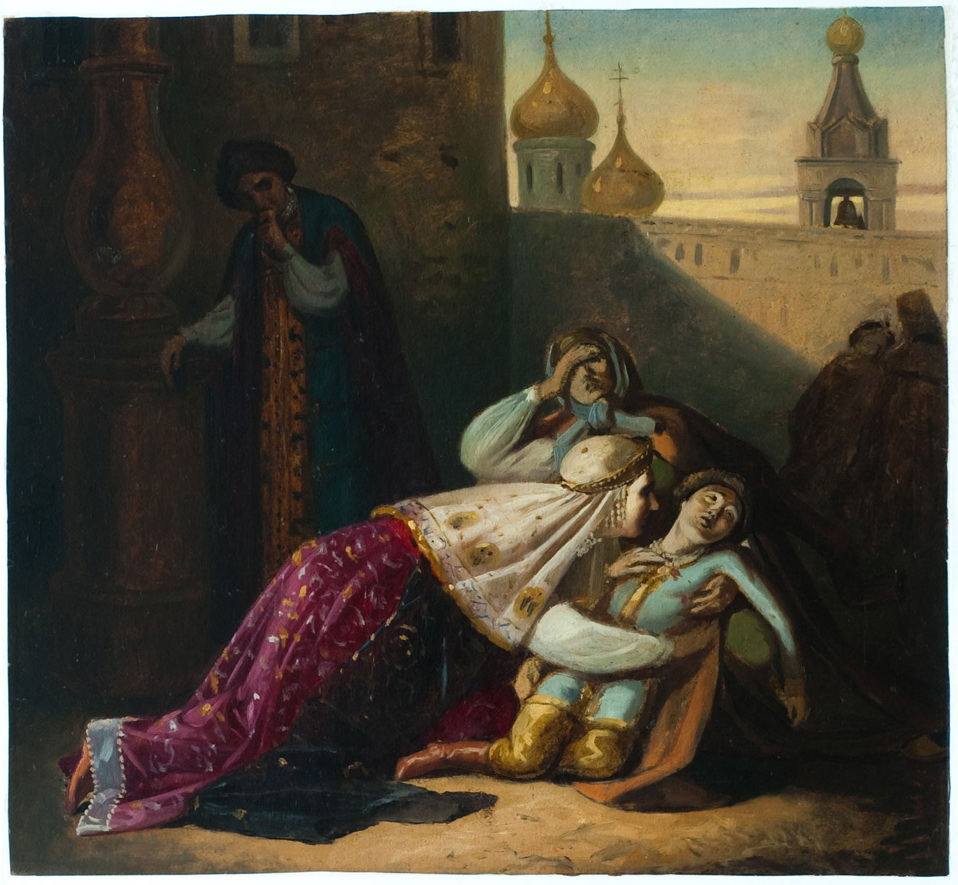
موت الأمير «دميتري»، بريشة «بافل بليشانوف»، القرن التاسع عشر.

في بداية عهد القيصر «فيودور»، تحرك «بوريس غودونوف» وغيره من الأوصياء على العرش ضد تهديد صادر عن فصيل يدعم الابن الأصغر «لإيفان الرابع (الرهيب)»، «الأمير دميتري»، ابن زوجة إيفان السادسة والأخيرة، «ماريا ناجيا». في مايو في عام 1591، تم الإبلاغ عن وفاة «دميتري». واستنادًا إلى شهادة العديد من شهود العيان، خلصت «لجنة تحقيق» إلى أن «دميتري» قد قطع رقبته عن طريق الخطأ أثناء نوبة صرع حدثت بينما كان يلعب بالسكين.
في يناير 1598، توفي القيصر «فيودور». موت القيصر دون وريث وضع حداً للسلالة الحاكمة الوحيدة التي عرفتها موسكو على الإطلاق. تنازلت إيرينا (زوجة «فيودور») عن العرش لمجلس البويار ودخلت الدير. دعا مجلس زيمسكي لاختيار قيصر جديد. سرعان ما انتصر «بوريس غودونوف» على مُنافسه الرئيسي على العرش «فيدور رومانوف». تم تتويج «غودونوف» في سبتمبر 1598، بعد تتويج «غودونوف»، أُجبر «فيدور رومانوف» على أن يصبح راهبًا.:63-65

عُرف «بوريس غودونوف» كأحد أعظم حُكام روسيا، وكان الرجل المسؤول عن توسع روسيا في نهاية القرن السادس عشر. ومع ذلك، في عام 1592، استولى على الملايين، وأثقل كاهل السُكان بضرائب باهظة، وضايق القوزاق، وفي عام 1597 قدم قانون العبيد لتحويل العبيد بعقود إلى عبيد مدى الحياة. :45-47,58-65,73
شهدت روسيا مجاعة من عام 1601 إلى عام 1603 بعد مواسم الحصاد السيئة للغاية، حيث كانت درجات الحرارة أثناء الليل في أشهر الصيف غالبًا أقل من درجة التجمد. غمرت المجاعة البلاد في عام 1602، تلاها المرض، مما أدى إلى مقتل ثلث إلى ثلثي السُكان. كما تسببت أعمال الشغب بسبب الجوع و«تمرد القطن» في سبتمبر 1603 إلى عدم الاستقرار الاجتماعي.:68-71

## ديميتري الدجال الأول
نشأت الحرب الأهلية الروسية الأولى كنتيجة مُباشرة للغزو الجريء للبلاد من قبل رجل أدعى أنهُ الأمير «ديمتري» أصغر أبناء القيصر «إيفان الرابع (الرهيب)»، نجا بأعجوبة من مُحاولة اغتيال خطط لها مُغتصب العرش «بوريس غودونوف» في عام 1591 والآن عاد للمُطالبة بالعرش من «القيصر الزائف».:75-76
تفشت المؤامرات بعد وفاة «فيودور». انتشرت شائعات مفادُها أن شقيقه الأصغر، «دميتري»، لا يزال على قيد الحياة ومختبئًا (على الرغم من الروايات الرسمية التي تفيد بأنه طُعن حتى الموت في سن مُبكرة، عن طريق الصدفة أو بأمر من «غودونوف»). تم استغلال عدم الاستقرار السياسي في روسيا من قبل العديد من المُغتصبين، المعروفين باسم (الدَجالين ديميتري)، الذين ادعوا أنهم ورثاء القيصرية. منهم «دميتري الدجال الأول»، الذي ظهر في الكومنولث البولندي الليتواني عام 1603، مدعيًا أنه وريث العرش الروسي.
كان مصدر مُخطط التظاهر هذا هو مؤامرة بين اللوردات الروس. وعندما كشف «دميتري» عن نفسه أخيرًا في بولندا - ليتوانيا عام 1603، اتهم القيصر «بوريس غودونوف» علنًا البويار بتنظيم هذا المُخطط. القليل من الأدلة تربط المدعي دميتري بآل رومانوف. كشف «ديميتري» عن هويته للقطب الأوكراني الأمير «آدم فيشنفيتسكي»، الذي ساعده في الحصول على دعم قوزاق أوكرانيا. بينما قام النبيل البولندي «جيرزي منيسك» بإيواء «ديميتري»، وساعد في تأمين العديد من الشهود الذين شَهدون بأنه الأمير «ديميتري» نفسه.:83-89
سرعان بدأ أهتمام الملك «سيغيسموند فاسا» والقادة الكاثوليك البولنديين واليسوعيين بالتقارير التي تُفيد بأن «ديميتري» كان يُفكر في التحول إلى الكاثوليكية. لقد حلموا، من بين أمور أخرى، بتحويل روسيا بأكملها ثم استخدام الروس ضد السويد.:88
بحلول سبتمبر 1604، كان منيشك، بصفته القائد العام لـ«ديميتري»، قد جمع حوالي 2500 رجل. في أكتوبر 1604، عبروا الحدود البولندية الليتوانية إلى روسيا. أطلق غزو «ديميتري» في أكتوبر 1604 المرحلة الأولى من الحرب الأهلية الروسية الأولى، تمثل بتمرد كبير في المُقاطعات الحدودية الجنوبية والجنوبية الغربية، والبلدات، والحاميات، والجيوش بعدها تحول الأمر إلى صراع أوسع بكثير أطاح بسُلالة غودونوف.:90-91

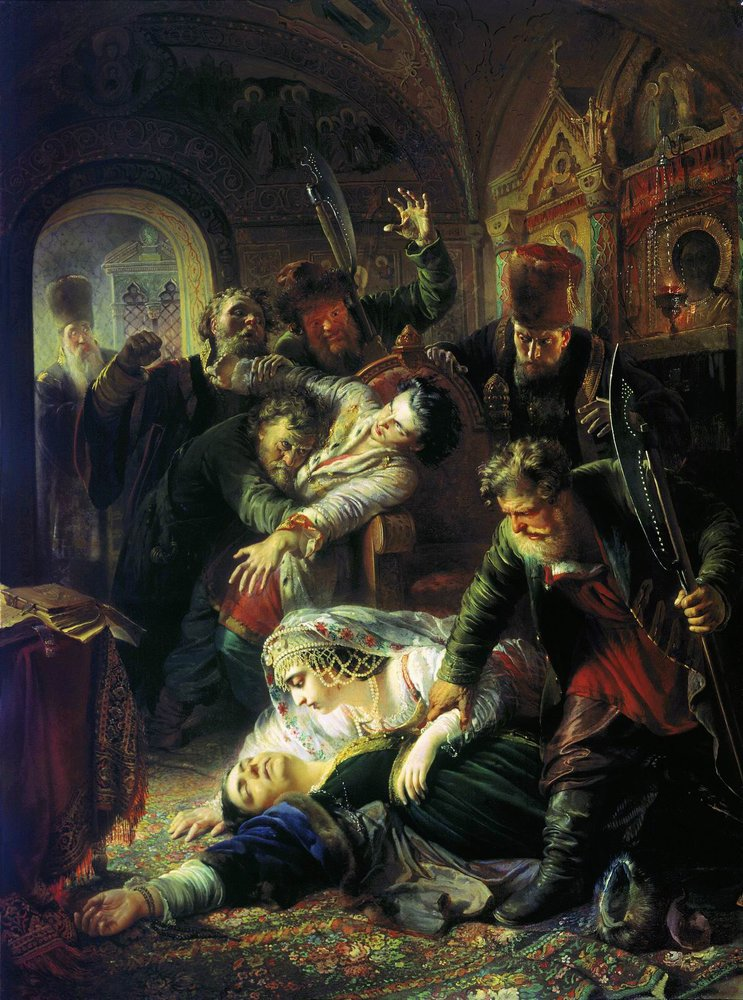
عُملاء «ديمتري الدجال الأول» يقتلون «فيودور غودونوف» ووالدته، كذلك تُصور «كسينيا باريسوفنا» فوق جسد والدتها. بريشة «كونستانتين ماكوفسكي»، 1862. معرض تريتياكوف، موسكو.

بعد وفاة «غودونوف» المفاجئة عام 1605، تم إعلان ابنه «فيودور الثاني» صاحب الستة عشر عامًا قيصرًا. على الرغم من أن والده قد اتخذ الاحتياطات لإحاطة ولي عهده بأصدقاء أقوياء، إلا أنه عاش منذ اللحظة الأولى لحكمه في جو من الغدر. في 11 يونيو 1605 وصل مبعوثو «ديمتري الدجال الاول» إلى موسكو للمطالبة بإزالته، وحددت الرسائل التي قرأوها علنًا في الساحة الحمراء مصيره. استولت مجموعة من البويار، غير راغبين في قسم الولاء للقيصر الجديد، على الكرملين واعتقلوه.
في 10 أو 20 يونيو، تعرض «فيودور الثاني» للخنق في غرفته مع والدته. رسميًا، أُعلن أنه قد تم تسميمه، لكن الدبلوماسي السويدي «بيتر بيتريوس» الذي رأى الجثث قال بانها أظهرت آثار صراع عنيف. على الرغم من أن «فيودور» يبلغ من العمر 16 عامًا، كان معروفًا أنه قوي جسديًا ورشيقًا، وتطلب الأمر أربعة رجال لاخضاعه. نجت أخت «فيودور»، «كسينيا باريسوفنا» من القتل، لكن «ديميتري» اقدم على اغتصابها وابقاها في قصره كأسيرة لمدة خمسة أشهر. قبل وصول عروسه، تم إرسال «كسينيا» إلى دير القيامة في بيلوزيرسك وأجبرت على أخذ الوعود الرهبانية، ومُنحت اسم «أولغا». في وقت لاحق، تم نقلها إلى دير السيدة العذراء في فلاديمير.
دخل «ديميتري» الكاذب موسكو مُنتصرًا وتوج قيصرًا في 21 يوليو. عزز سُلطته من خلال زيارة قبر «إيفان الرهيب» ودير أرملة إيفان، «ماريا ناجايا»، التي قبلت «ديميتري» كابن لها وأكدت قصته. تزوج «ديميتري» من «مارينا منيسك» في 8 مايو 1606 مُقابل وعود بمنح الأراضي والثروة، بعدها تحول إلى الكاثوليكية، مُعتمداً على اليسوعيين البولنديين والنبلاء البولنديين (الذين كانوا بارزين في بلاطه) وعلى جيوش منيسك الخاصة.

### فاسيلي الرابع
كان للقيصر «دميتري» عدوًا مُتمثلًا بالأمير «فاسيلي شويسكي»، واحدًا من كبار البويار الذين تعود أصولهم إلى «ريوريك» نفسه. كان القيصر «دميتري» حاكمًا شعبيًا بينما كان أعدائُه يمثلون فقط عددًا قليلًا نسبيًا من الأمراء. بعد فترة وجيزة من دخول «دميتري» إلى موسكو، نشر «فاسيلي» وإخوته كلمة، أن القيصر «دميتري» كان راهبًا هاربًا مُجرد من الرتبة الكهنوتية. نتيجة لذلك حُكم على «فاسيلي» بالنفي، لكن سُمح له بعد ذلك بالعودة إلى موسكو، وأعيد إلى مجلس البويار. ومع ذلك، بمجرد عودته إلى موسكو في أواخر عام 1605، بدأ في التآمر سرًا لاغتيال «دميتري». بحلول ربيع عام 1606، كان بإمكان «فاسيلي» الاعتماد على دعم بعض الأفراد في المحكمة والكنيسة والنُخبة.:83,141-150
سُرعان ما أصبح «دميتري» غير شعبي، لأن الكثيرين في روسيا رأوه كأداة للبولنديين. في 17 مايو 1606، بعد عشرة أيام من زواجه، قُتل «دميتري» على أيدي حشود مسلحة خلال انتفاضة في موسكو بعد الإطاحة به من الكرملين. كما قُتل أو سُجن العديد من مُستشاريه البولنديين أثناء التمرد.

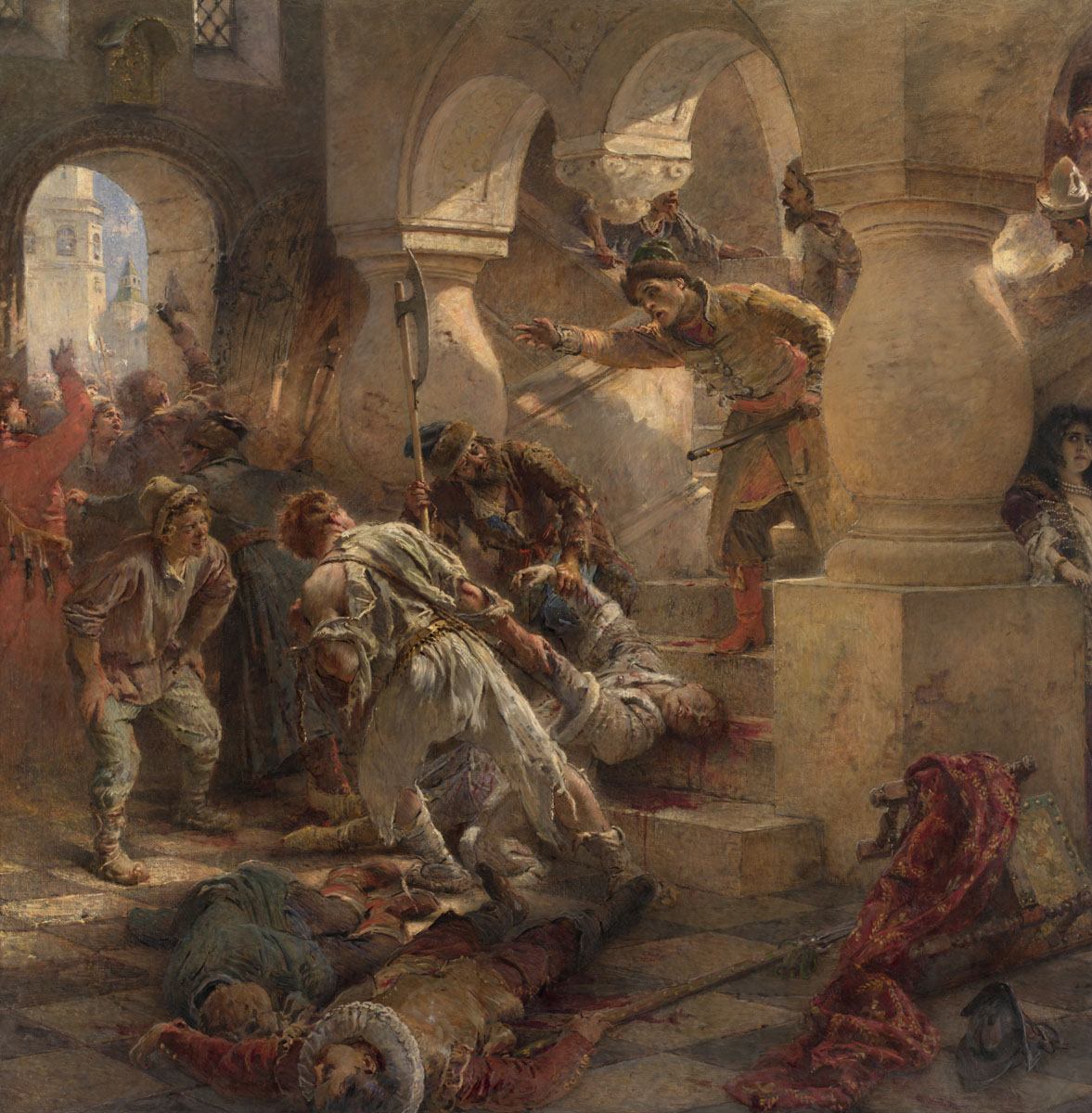
مَقتل «ديمتري الدجال الأول»، بريشة «كونستانتين ماكوفسكي»، القرن التاسع عشر. معرض تريتياكوف، موسكو.

شمل المتآمرون مع «فاسيلي شويسكي» إخوته «دميتري» و«إيفان»، وابن أخيه «ميخائيل شويسكي»، و«فاسيلي وإيفان غوليتسين»، و«أوكولنيتشي كوليتشيف»، و«أوكولنيتشي تاتيشيف»، والرهبان، والكهنة، ورجال الدين الموثوق بهم، والتجار، بالإضافة إلى نوفغورود، بسكوف، سمولينسك، وموسكو. أتى آلاف من الضيوف البولنديين إلى موسكو لحضور حفل زفاف القيصر «دميتري» على الأميرة البولندية «مارينا منيسك». في صباح يوم 17 مايو 1606، قاد فاسيلي غوليتسين وميخائيل تاتيشيف الهجوم على بوابة الكرملين بينما أرسل «فاسيلي شويسكي» مُبشرين يحذرون سُكان موسكو من أن البولنديين كانوا يحاولون اغتيال القيصر.

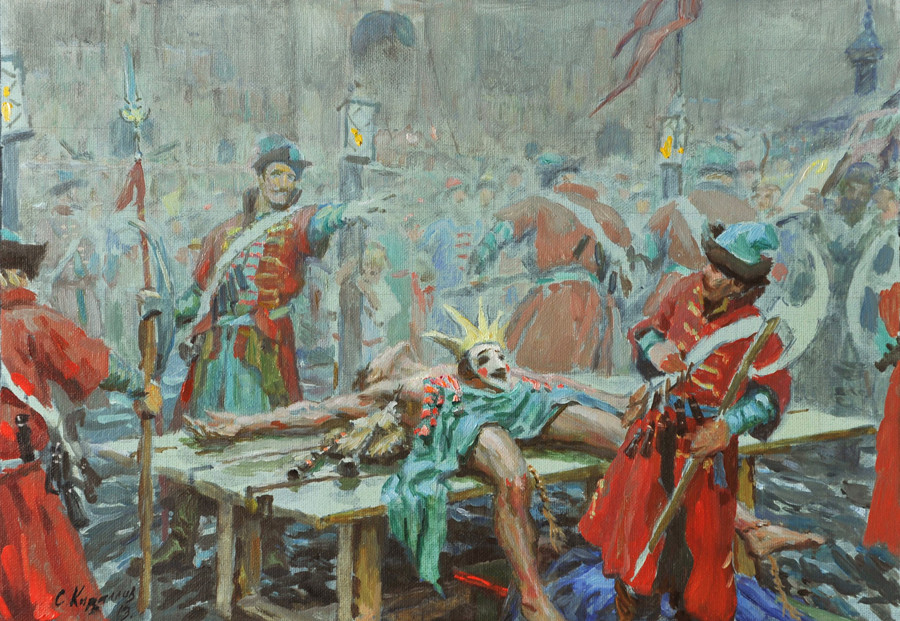
جُثة «ديمتري الدجال الأول» في الميدان الأحمر. 17 مايو 1606، بريشة «سيرجي كيريلوف».

أعقبت ذلك مذبحة مروعة أستمرت ست أو سبع ساعات من أعمال الشغب قُتل فيها 420 بولنديًا وعدة مئات من الروس. سمح هذا للمتآمرون بقتل حُراس القيصر. سقط القيصر وكسرت ساقه أثناء قفزه من النافذة في مُحاولة منه للهروب، أطلق «ميلنيكوف» النار عليه. ثم حاول «فاسيلي» تبرير الاغتيال من خلال شيطنة القيصر، مدعيا أنه ساحر. بقيت جثته في الميدان الأحمر لمدة ثلاثة أيام، وحُرمت من الدفن، وفي النهاية أحرقت، وتقول الأسطورة إن رماده أطلق من مدفع في الاتجاه الذي جاء منه إلى موسكو. ومع ذلك، سُرعان ما بدأت شائعة بأن أجنبيًا يشبه القيصر قد قُتل، مما أدى قريبًا إلى حرب أهلية أخرى باسم «القيصر الحَقيقي» «دميتري».:150-158,164
في 19 مايو 1606، التقى شركاء «فاسيلي شويسكي» في منزله، وكانوا يُخططون لتتويجه، ثم انتقلوا إلى الميدان الأحمر حيث أعلن أنه قيصر. وفقًا للمؤرخ «تشيستر دانينغ»، «قلة المجموعة التي تدعمه، وسمعته ككاذب، وقيامه بقتل الملك، واستيلائه المُتسرع على السُلطة دون موافقة مجلس زيمسكي، وافتقاره إلى أي جهد جاد لكسب الدعم لقد اجتمع عامة الناس لتقويض مصداقية القيصر فاسيلي وزعزعة استقرار حكمه منذ البداية». يُشار إليه باسم «قيصر البويار»، تَوج «فاسيلي» نفسه في الأول من يونيو، ثم جرد «فيلاريت رومانوف» من مكتبه. ومع ذلك، نجا «ميخائيل مولشانوف» من مؤامرة الاغتيال، وفر إلى بوتيفل، حيث تآمر مع «جريجوري شاخوفسكوي» لبدء تمرد بولوتنيكوف.:161-174
قبل وأثناء حصار موسكو، كتب «بولوتنيكوف» إلى الأمير «شاخوفسكوي» في بوتيفل يحثه على العثور على القيصر «دميتري» وإحضاره إلى موسكو. وبسبب عدم تمكنه من الامتثال، اتصل «شاخوفسكوي» في وقت ما بمجموعة كبيرة من القوزاق كانت مُتمركزة على الحدود الجنوبية التي كان يرأسها «بيتر»، الابن الأسطوري للقيصر «فيودور الأول» الذي يُفترض أنه كان مختبئًا من «بوريس غودونوف» مُنذ ان كان طفلاً ونشأ في غموض. «شاخوفسكوي» نَفسه يعلم أن هذا الأمر غير صحيح (حقيقة كون «بيتر»، ابن القيصر «فيودور الأول»)، مع ذلك دعا «بيتر» وقوزاقه للإسراع إلى بوتيفل للمُساعدة في إعادة القيصر «دميتري» إلى العرش.
أخبر «شاخوفسكوي» «بيتر»، أنه في غياب وصول القيصر «دميتري»، «يُمكن «لبيتر» أن يُصبح قيصرًا، لأنه كان الابن الحقيقي «لفيودور الأول»، وبالتالي الوريث الشرعي للمملكة». كان «بيتر» في الواقع «إيليا كوروفين»، الابن غير الشرعي لامرأة من موروم وإسكافي يُدعى «إيفان كوروفين». في يناير 1607، غادر «بيتر» بوتيفل متوجهاً إلى تولا بجيش قوامه 30 ألفاً. في مايو، تراجع «بولوتنيكوف» إلى تولا بعد حصار كالوغا. في يونيو، بدأ القيصر «فاسيلي شويسكي» حصارًا على تولا دام لمدة أربعة أشهر.:221-232,242

## ديميتري الدجال الثاني
في يوليو 1607، تقدمً مُدعي جديد للقيصرية، «ديميتري الدجال الثاني». في 11 أكتوبر، احتل جيش «ديمتري» كوزيلسك. استسلمت تولا في اليوم السابق، بعد أن قام جيش القيصر بسد نهر أوبا، مما أدى إلى إغراقها. ومن بين الذين تم القبض عليهم «بيتر» و«بولوتنيكوف». كما تم القبض على «شاخوفسكوي» و«يوري بيتزوبتسيف»، لكنهم هربوا، وانضموا إلى صفوف جيش «ديمتري». تعرض «بيتر» للتعذيب وشنق علنا خارج موسكو، بينما تم إعدام «بولوتنيكوف» في كارغوبول.:246-249,256-257

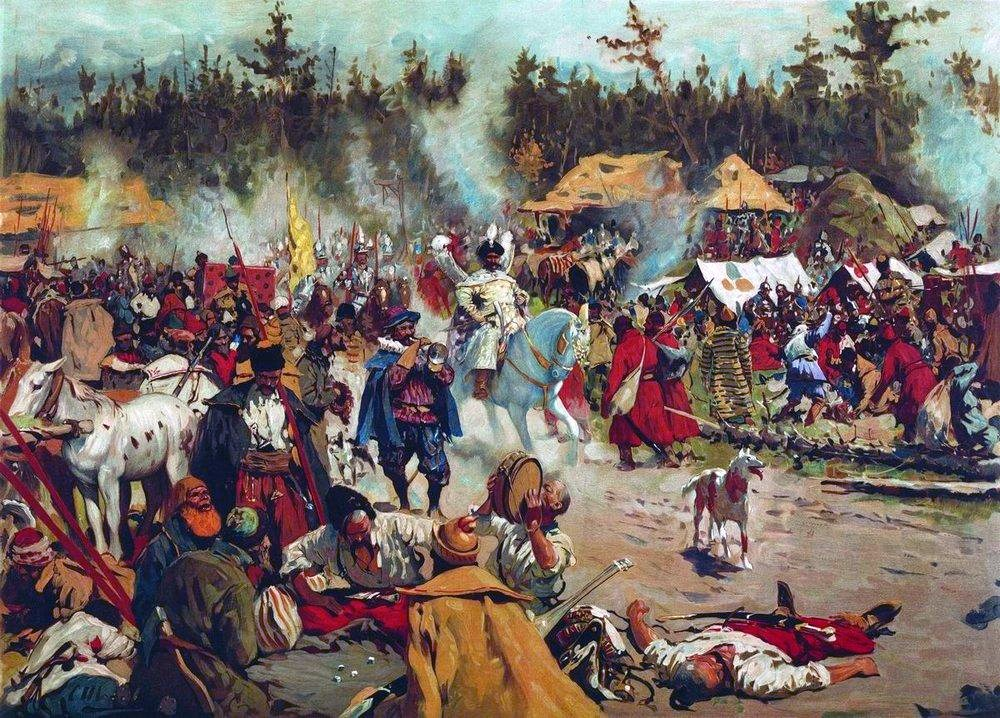
جيش «ديميتري الدجال الثاني» في مدينة توشينو. بريشة «سيرجي إيفانوف» 1908.

في 29 أكتوبر 1607، انضمت مجموعة من اللوردات البولنديين إلى «ديميتري»، مع 1800 من المرتزقة، تلتهُم مجموعة أخرى من اللوردات والمرتزقة البولنديين في نوفمبر. انضم إليه أيضًا في هذا الوقت تقريبًا مدعي آخر «فيدور فيدوروفيتش»، الذي ادعى أنه شقيق «بيتر» الأصغر. المرتزقة الأجانب، والقوزاق، وبعض رجال «بولوتنيكوف» من تولا، بمن فيهم «إيفان زاروتسكي». ثم في أبريل 1608، انضم الأمير الأوكراني «رومان روزينسكي» مع 4000 من المُرتزقة الأجانب. وفي الربيع، هاجم جيش «دميتري الدجال الثاني» رجال «دميتري فاسيلي» في بولخوف، وهزمه بعد معركة استمرت أربعة أيام. بعدها تقدم «دميتري الدجال الثاني» إلى موسكو وعسكر في مدينة توشينو القريبة، بعدها فرض الحصار على موسكو ثمانية عشر شهرًا. في سبتمبر 1608، غطى رجال «روزينسكي» المناطق غرب وجنوب موسكو، بينما غطى رجال «جان بيوتر» المنطقة الشمالية، وهزموا رجال الأمير «إيفان شيسكي»، وحاصروا دير الثالوث المقدس للقديس سيرغي.:246,257-263

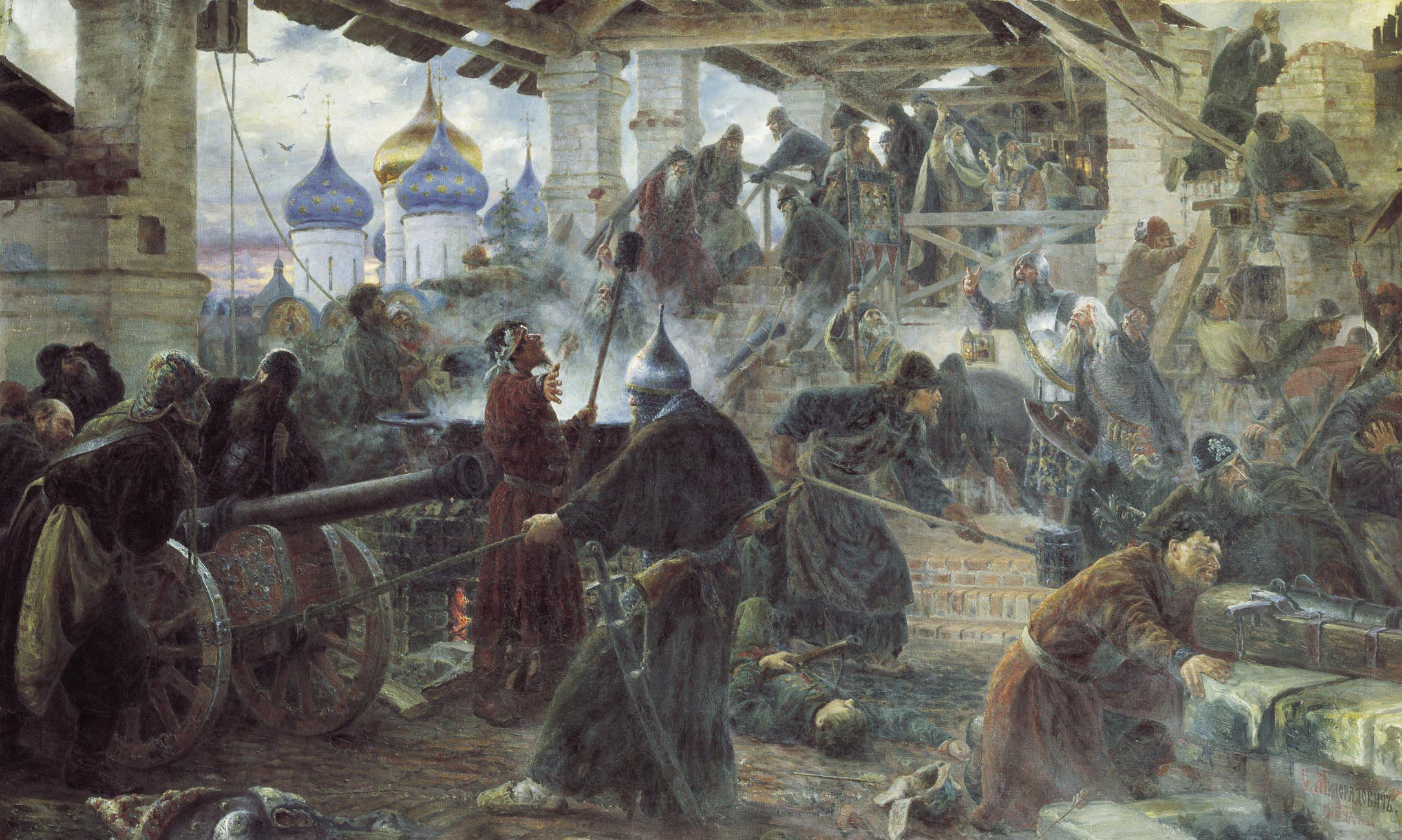
الدفاع عن دير الثالوث المُقدس، بريشة «سيرجي ميلورادوفيتش» 1884.

غمرت روسيا فعليًا موجة من المدعين الانتهازيين للقيصرية خلال المراحل اللاحقة من الحرب الأهلية. وشمل ذلك ما يصل إلى عشرة مُدعين آخرين، لكن دجال توشينو لم يخيف أي منافس، شنق «فيدور فيدوروفيتش» و«إيفان أفغوست»، اللذين ادعيا أنهما أبناء «إيفان الرهيب» من زوجته الرابعة «آنا كولتسوفسكايا».:237,262
في نوفمبر 1608، بدأت حركة شعبية ضد «دميتري الدجال الثاني» في غاليش، وسرعان ما انتشرت إلى فولوغدا وكوستروما، وهي حركة لم يتمكن «ألكسندر ليسوفسكي» من أيقافها. وفي فبراير، كان القيصر «فاسيلي شويسكي» هدفًا لانقلابية فاشل. محاولة قام بها «ميخائيل تاتيشيف»، تلتها محاولة أخرى من قبل «إيفان كوليتشيف» في الربيع، وتم إعدام كلاهما. ثم أعلن «بروكوفي ليابونوف» نفسه «القيصر الأبيض»، وقاد ثورة من منطقة ريازان. في صيف عام 1609، غزا تتار القرم روسيا واستولوا على العبيد في أسواقهم.:266-268
في فبراير 1609، وقع الأمير «سكوبين شيسكي» معاهدة مع «كارل التاسع» من ممثلي السويد في فيبورغ. في مقابل 3000 من المرتزقة المكونين من الألمان والإنجليز والاسكتلنديين والفرنسيين، بينما ستحصل السويد على قلعة كوريلا والبلدات والقرى المحيطة بها. في 10 مايو 1609، قاد الأمير «سكوبين شيسكي» هؤلاء المرتزقة، إلى جانب 3000 جندي روسي، من نوفغورود إلى أليكساندروف، حيث انضم إلى جيش «فيدور شيريميتيف» الذي تقدم من نيجني نوفغورود بعد انسحابه من أستراخان. في سبتمبر 1609، غزا ملك بولندا «سيغيسموند الثالث» روسيا وبدأ حصار سمولينسك (1609-1611). في أواخر ديسمبر 1609، فر «دميتري الدجال الثاني» المزيف إلى كالوغا. تسبب رحيل قائدَهُم إلى تفكك مُعسكر توشينو بأكمله.:256,268-269
في 4 فبراير 1610، وقع اللوردات الروس رسمياً في محكمة توشينو معاهدة مع «سيغيسموند الثالث»، على أمل إنهاء الحرب الأهلية واستعادة النظام. وفقًا لدننغ، اعتقد مُعظم اللوردات الروس في محكمة توشينو المنهارة أن التمرد باسم «القيصر دميتري» أصبح الآن قضية خاسرة. وليس من المُستغرب أن يختاروا التفاوض مع «سيغيسموند الثالث». البطريرك «فيلاريت رومانوف»، وأعضاء آخرون في من آل رومانوف، البويار «ميخائيل سالتيكوف»، و«ميخائيل مولشانوف» كانوا مُستعدين لدعم ابن «سيغيسموند الثالث»، «فلاديسلاف»، كقيصر. شملت الخدمة البولندية قوزاق اوكرانيا و«إيفان زاروتسكي». ومع ذلك، جلب الأمير «شاخوفسكوي» و«جان بيوتر» القوزاق والقوات الأجنبية إلى مُعسكر «دميتري الدجال الثاني» في كالوغا.:271
جعل القيصر «فاسيلي» شقيقه «ديمتري شيسكي» قائد الجيش بعد وفاة «سكوبين شيسكي». في يونيو، بمساعدة 10000 من قوات المرتزقة التي قدمها الملك «كارل التاسع»، بالإضافة إلى ضريبة الربيع، سُرعان ما امتلك «ديمتري شيسكي» جيشًا قوامه 30 ألفًا. قاد «غريغوري فالوييف» قوة متقدمة من 6000 إلى قرية كلوشينو، على أمل منع تقدم «ستانيسواف لوفكيفسكي». ومع ذلك، خلال حملة دي لا غاردي، فشل «ديمتري شيسكي» و«جاكوب دي لا غاردي» في وقف هجوم «لوفكيفسكي» الناجح على معسكر فيازما. خلال معركة كلوشينو، تحول كل من «جاكوب دي لا غاردي» و«فالويف» إلى جانبهما، بينما أصبح تراجع الجيش الروسي هزيمة، وتقدم البولنديون إلى فيايزما. في الوقت نفسه، تقدم جيش «دميتري الدجال الثاني» إلى كولومنسكوي.:272-273

### التدخل البولندي والسويدي
أصبح القيصر «فاسيلي شويسكي» الآن بلا جيش، وتآمر كُل من «بروكوفي ليابونوف» و«فاسيلي غوليتسين» و«فيلاريت رومانوف»، مع آخرين، للإطاحة بالقيصر الذي لا زالت شعبيتُه. في 17 يوليو، اعتقلوا «فاسيلي»، وأجبروه على أن يُصبح راهبًا، وسجنوه في دير في الكرملين. حكم الأمبراطورية مجلس مكون من سبعة من البويار، حتى يُمكن عقد مجلس زيمسكي لأختيار القيصر الجديد. ومع ذلك، مع وصول جيش «لوفكيفسكي»، وتهديد جيش «دميتري الدجال الثاني» لموسكو، سافر ما يصل إلى خمسمائة من رجال الحاشية والنبلاء والبيروقراطيين وغيرهم إلى مُعسكر «لوفكيفسكي» للتفاوض. وافق مجلس السبعة الآن بسرعة لدعوة «فواديسواف الرابع» للحكم، وفي 17 أغسطس، أقسم حوالي عشرة آلاف روسي يمين الولاء للقيصر «فلاديسلاف».:273-275
ومع ذلك، أصبحت النوايا الحقيقية لملك بولندا «سيغيسموند الثالث» في غزو روسيا وحكمها شخصيًا معروفة بعد أن ألقى القبض على المرشحين المُحتملين للعرش، واستمر في حصار سمولينسك، وسمح بغارات بولندية على المدن الروسية، ثم أنشأ حامية بولندية مؤلفة من 800 من المرتزقة الألمان تحت قيادة «الكسندر جوزيفسكي». في 11 ديسمبر 1610، قُتل «دميتري الدجال الثاني» في عمل انتقامي من قبل الأمير «بيتر أوروسوف»، حارسه الشخصي، بينما أنجبت أرملته «مارينا» ابنه «إيفان ديميترييفيتش».:275-277
أثيرت المشاعر المعادية للكاثوليكية والبولندية في روسيا، مما أثار حفيظة البويار المؤيدين لبولندا. واصلت السويد الحروب البولندية السويدية على ساحل بحر البلطيق، منهية تحالفها العسكري مع روسيا، وبدأت الحرب الإنغرية. في ذلك الوقت، كانت روسيا دولة فاشلة؛ كان العرش شاغرًا، وتنازع النبلاء فيما بينهم، وسُجن البطريرك «هيرموجينيس»، واحتل البولنديون الكاثوليك الكرملين، وكانت سمولينسك لا تزال تحت الحصار، واحتل السويديون البروتستانت نوفغورود. وقتل عشرات الآلاف في المعارك وأعمال الشغب حيث احتشدت عصابات من قطاع الطرق، وأخلت غارات التتار من سكانها ودمرت الأراضي الحدودية الجنوبية لروسيا.
اكتسب كُل من «بوزارسكي» و«ليابونوف» وحتى «زاروتسكي» بين عشية وضحاها تقريبًا مكانة وشعبية هائلة لمحاربتهم الأجانب الغُزاة. في يناير 1611، أبلغ سُكان نيجني نوفغورود «بروكوفي ليابونوف» أن المدينة، بناءً على نصيحة البطريرك «هيرموجينيس» و'المملكة بأكملها، قرروا حشد القوات لتحرير موسكو. على الرغم من سجنه، تمكن البطريرك «هيرموجينيس» من الاستمرار في إثارة القضية الوطنية من خلال كتابة رسائل تُحرك المشاعر إلى المدن الروسية حتى وافته المنية من الجوع في فبراير 1612. كان أبناء العمومة، ملك السويد «كارل التاسع» وملك بولندا «سيغيسموند الثالث»، يتصرفون مثل الغُزاة المتنافسين، حيث احتلت السويد كوريلا في مارس، واحتل البولنديون سمولينسك في يونيو. في 17 يوليو 1611، احتلت السويدية نوفغورود، وبحلول أوائل عام 1612، ضمت العديد من البلدات والحصون الحدودية، وعزلت روسيا عن بحر البلطيق.:279-281

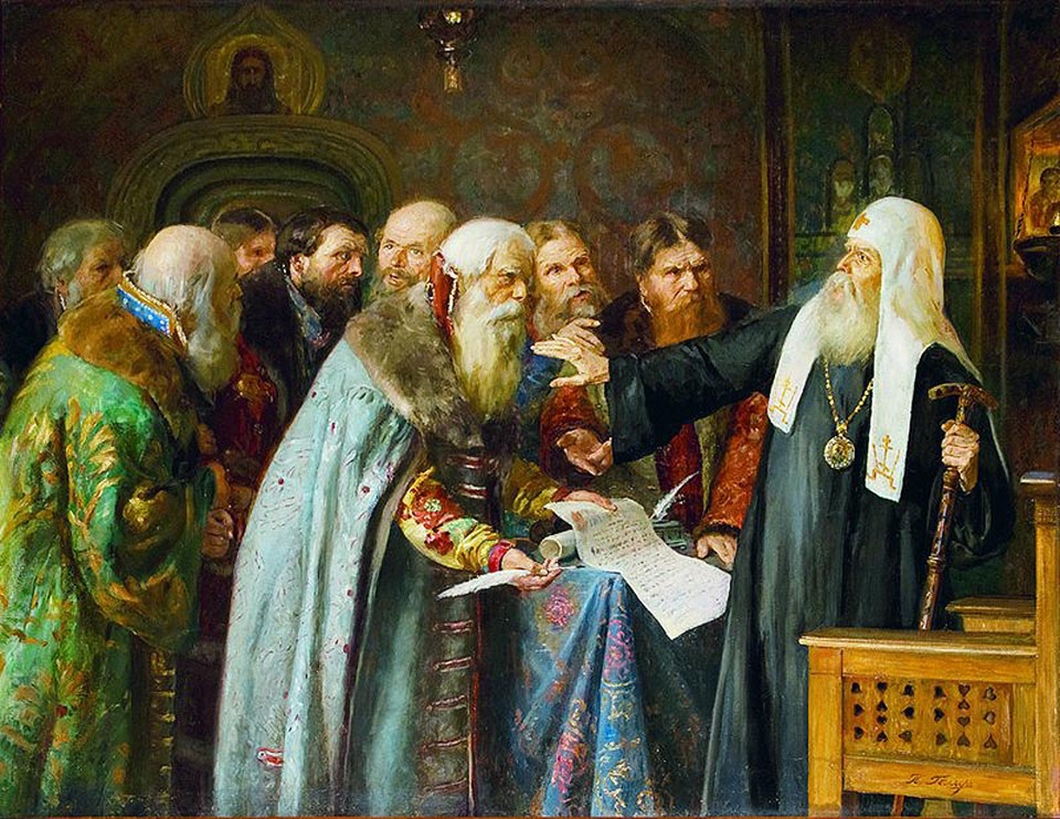
رفض البطريرك «هيرموجينيس» مُباركة البولنديين، بريشة «بيتر جيلر».

ازداد السخط الشعبي بحلول أوائل عام 1611، وسعى الكثير لإنهاء الاحتلال البولندي. قمع المُرتزقة البولنديون والألمان أعمال الشغب في موسكو في الفترة من 19 إلى 21 مارس 1611، مما أدى إلى مقتل 7000 شخص وإضرام النار في المدينة. أمر القائد البولندي «جوسيفسكي» بإحراق المدينة الخارجية، مما أعطى الوقت للبولنديين لوقف انتفاضة موسكو، وهجمات «الميليشيا الوطنية» عندما أصيب الأمير «بوزارسكي» بجروح خطيرة. في هذا العمل الدموي، ساعد الغُزاة بشكل فعال كُل من «ميخائيل سالتيكوف»، وأعضاء مجلس البويار السبعة (خاصة «فيدور مستسلافسكي»، و«فيدور شيريميتيف»، و«إيفان رومانوف»)، ونبلاء آخرون، وتجار أغنياء يخشون بشدة أبناء وطنهم. وعرفوا المصير الذي ينتظرهم إذا نجح المتمردون. تم تقليص الاحتلال البولندي الآن إلى الكرملين وكيتايغورود، والتي نهبها البولنديون.:280-281
في ربيع عام 1611، قاد الميليشيا الوطنية «بروكوفي ليابونوف» وزعماء القوزاق «دميتري تروبيتسكي» و«إيفان زاروتسكي». في 22 يوليو 1611، قُتل «ليابونوف» في نزاع مع القوزاق. أصبح «زاروتسكي» قائد الميليشيا، وأوقف بشكل فعال الهجوم الصيفي «لجان كارول تشودكيويتش».:285-289

## ديميتري الدجال الثالث
ظهر «ديميتري الدجال الثالث» لأول مرة في نوفغورود، ثم في إيفانغورود في 23 مارس 1611. وفي 4 ديسمبر 1611، وصل «ديمتري» إلى بسكوف. في 2 مارس 1612، أعلن عدد كبير من القوزاق عن مُبايعة «ديمتري». اعتبر «زاروتسكي» «ديمتري» الجديد بمثابة تهديد، ونظم القبض عليه في 20 مايو 1612، وشُنق في النهاية.:290-291
في خريف عام 1611، جمع «كوزما مينين»، جزار من نيجني نوفغورود، الضرائب من السكان والأديرة وقرى الفلاحين لتمويل ميليشيا ثانية. قام «مينين» بتجنيد الأمير «ديمتري بوزارسكي» لقيادتهم. أصبح ياروسلافل المقر الرئيسي للميليشيا المتنامية، ومقر الحكومة المؤقتة الجديدة. في يونيو 1612، حصل «بوزارسكي» على هدنة مع السويد، مما سمح لجيشه بالتقدم نحو موسكو، ووصل إلى هناك في 28 يوليو 1612. فر «زاروتسكي» إلى كولومنا، مع عدد قليل من القوزاق.:292-295

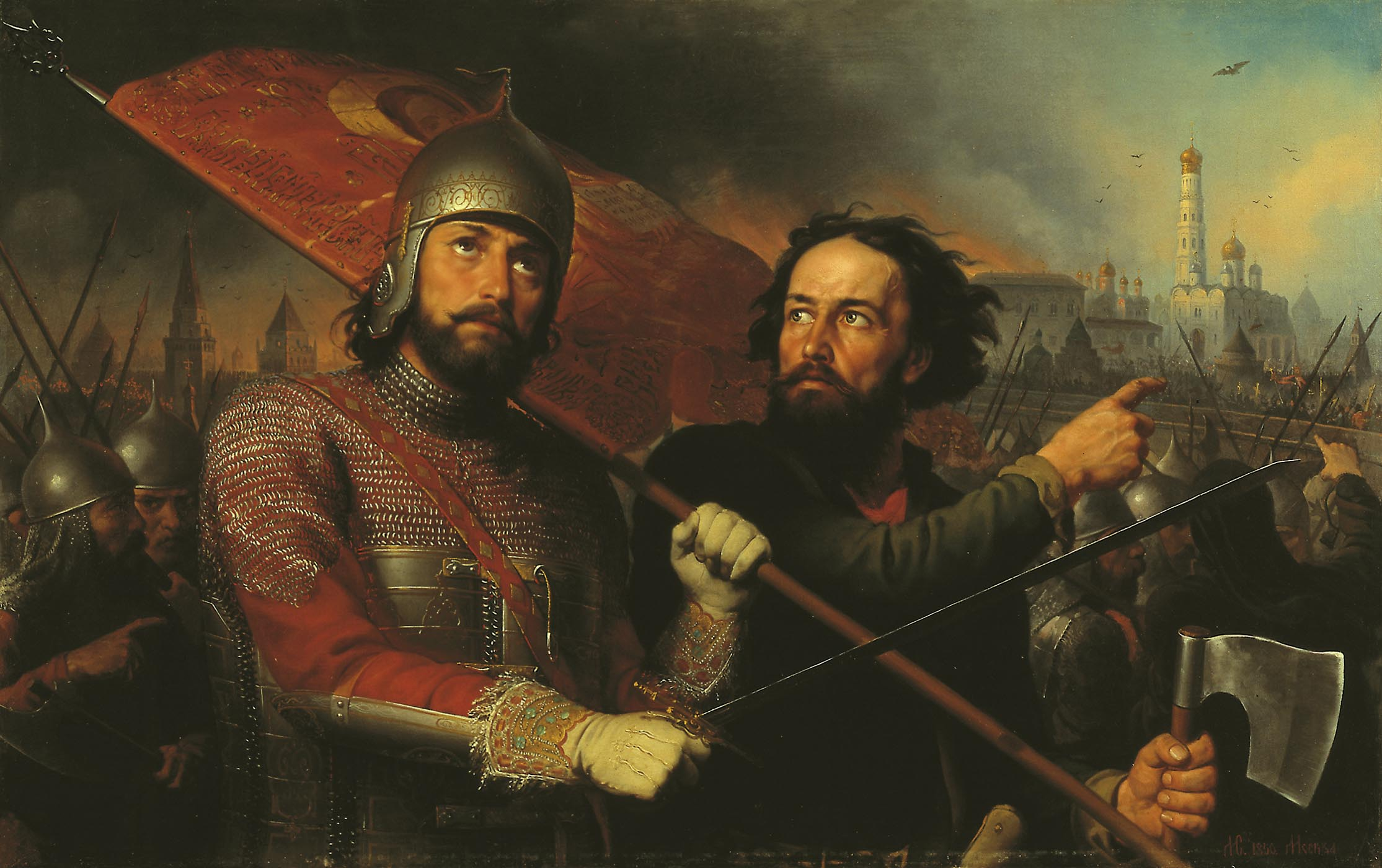
«كوزما مينين» (يمين) مع الأمير «ديمتري بوزارسكي». بريشة «ميخائيل سكوتي» 1850.

## معركة موسكو
في يناير 1612، تمرد جزء من الجيش البولندي بسبب عدم دفع الأجور وتراجع عن روسيا نحو الكومنولث. انضم جيش المتطوعين الثاني إلى القوات الروسية الأخرى المناهضة لبولندا في موسكو، وحاصر الحامية البولندية المتبقية في الكرملين. استولى جيش المتطوعين الثاني، المدجج بالسلاح والمنظم، على ياروسلافل في مارس 1612 وشكل حكومة مؤقتة روسية مدعومة بعدد من المدن. دخل مينين وبوزارسكي موسكو في أغسطس 1612 عندما علموا أن جيشًا بولنديًا قوامه 9000 جندي بقيادة «يان كارول تشودكيفيتش» كان في طريقه لرفع الحصار.

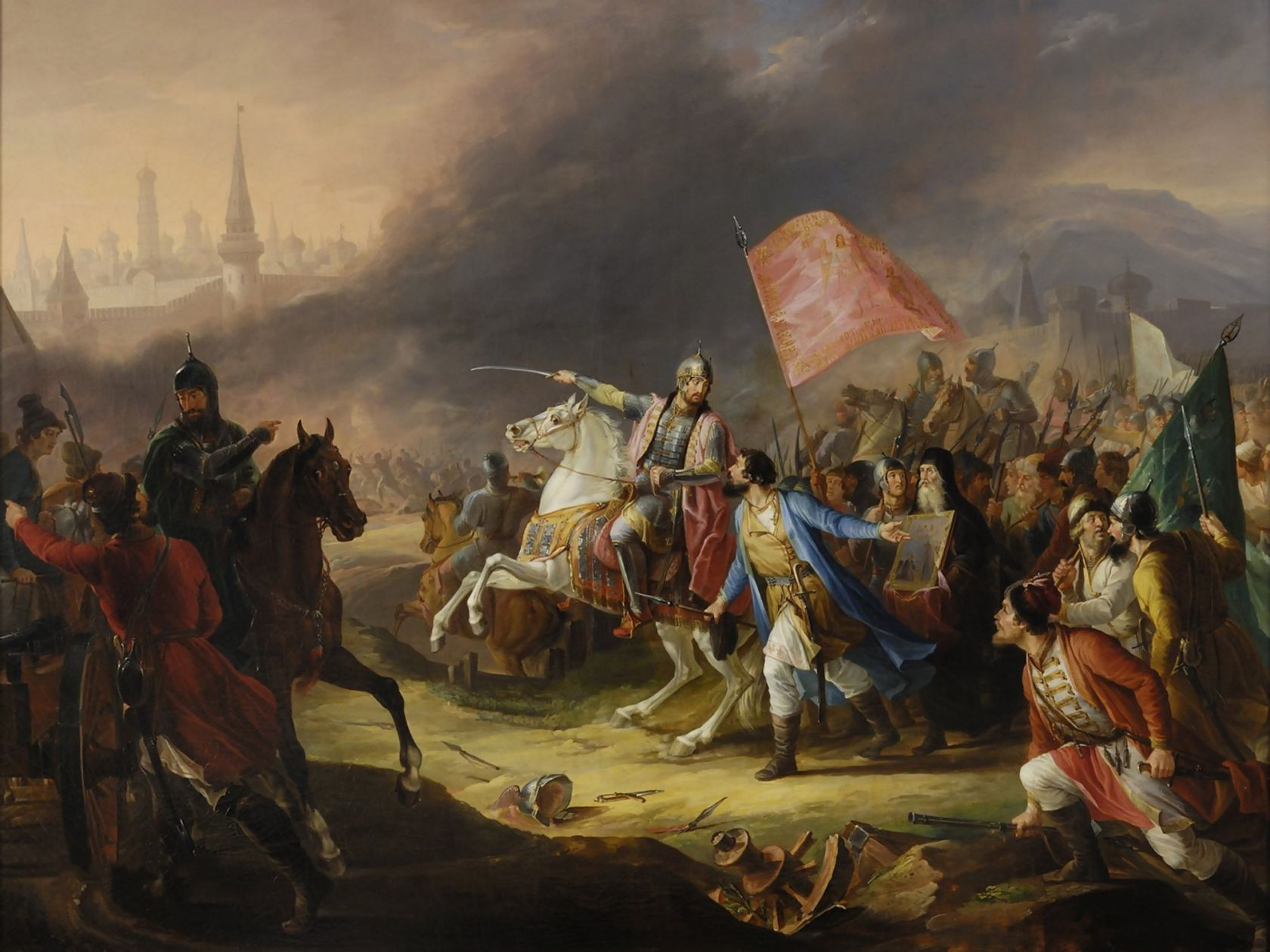
تحرير موسكو من قبل الأمير «ديمتري بوزارسكي» و«كوزما مينين». بريشة «ديميدوف كوزميتش» 1836.

في 1 سبتمبر، بدأت معركة موسكو. وصلت قوات «تشودكيفيتش» إلى المدينة، مستخدمة هجمات الخَيالة في تكتيكات مفتوحة وجديدة. بعد نجاحات مبكرة، تم طرد قوات «تشودكيفيتش» من موسكو بواسطة تعزيزات القوقاز المُتحالفة مع روسيا. في 3 سبتمبر شن هجومًا آخر وصل إلى جدران الكرملين. أوقفت شوارع موسكو الضيقة حركة قواته، وأمر بالانسحاب بعد هجوم روسي مُضاد. في 22 سبتمبر 1612، أباد البولنديون والليتوانيون سكان فولوغدا. تم تدمير أو إضعاف العديد من المدن الأخرى.
في 26 أكتوبر، قاد «مستسلافسكي». «إيفان رومانوف»، «ميخائيل رومانوف»، وأرستقراطيين آخرين من الكرملين. في اليوم التالي، 27 أكتوبر، استسلمت الحامية البولندية دون شرط، ودخلت قوات الميليشيا الوطنية العاصمة.:296-297

## نهاية المحنة
انتخب مجلس زيمسكي «ميخايل رومانوف»، ابن البطريرك «فيلاريت» البالغ من العمر 16 عامًا، قيصر روسيا في 21 فبراير 1613، وتوج في 21 يوليو. وفقًا للمؤرخ «تشيستر دانينغ»، «من المُفارقات العظيمة والمأساوية في التاريخ الروسي أن مؤسس سلالة رومانوف وضع حدًا سريعًا للمشاكل جزئيًا من خلال سحق نفس القوزاق الوطنيين الذين أنقذوا البلاد وأوصلوه إلى السلطة».:299

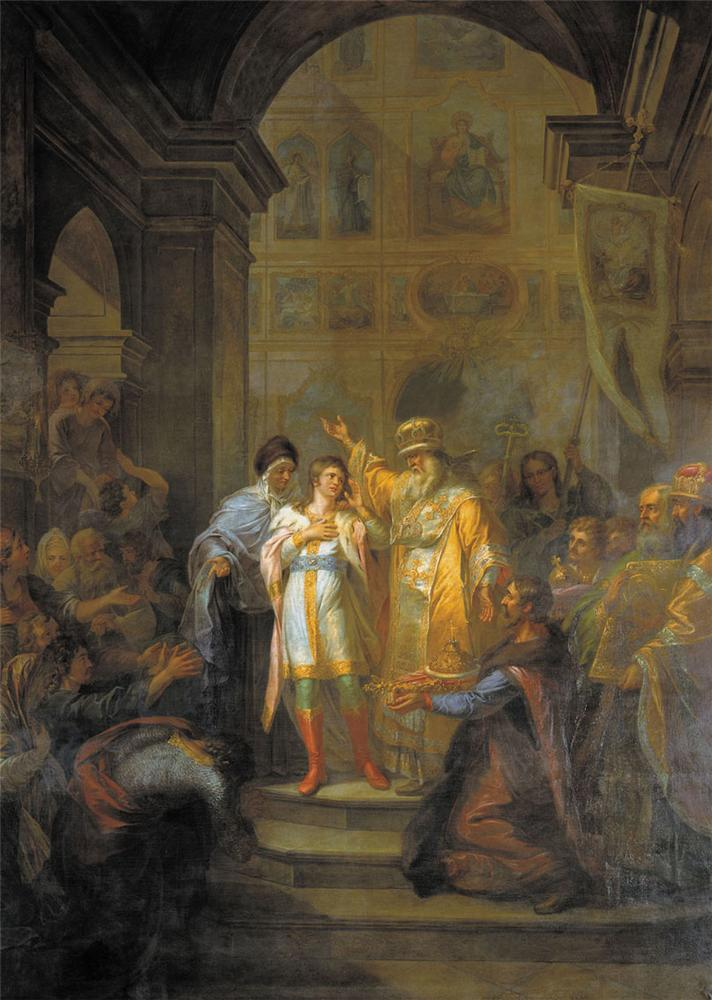
«ميخايل رومانوف» ذي الستة عشر عامًا يُتوج قيصرًا. بريشة «غريغوري أوجريوموف».

ارتبط «رومانوف» بالزواج من آل رُوريك، وبحسب ما ورد أنقذه القروي «إيفان سوزانين» من أعدائه. بعد أن تولى السلطة، أمر «رومانوف» بشنق ابن «ديميتري الدجال الثاني» البالغ من العمر ثلاث سنوات، وبحسب ما ورد خُنقت «مارينا منيشش» حتى الموت في السجن.
استمرت الحرب الإنغرية حتى معاهدة ستولبوفو عام 1617، واستمرت الحرب الروسية البولندية حتى هدنة ديولينو عام 1619. على الرغم من أن روسيا نالت السلام من خلال المعاهدات وحافظت على استقلالها، إلا أنها أجبرت من قبل السويد والكومنولث البولندي الليتواني على تقديم تنازلات إقليمية كبيرة؛ ومع ذلك، تم استرداد مُعظمها خلال القرن التالي.
تم التنازل عن إنغيريا للسويديين، واحتفظ البولنديون بسيفريا وسمولينسك. وحد زمن المحن الطبقات الاجتماعية الروسية حول قياصرة رومانوف، ووضع الأساس لإصلاحات «بطرس الأكبر» اللاحقة.
تتراوح تقديرات إجمالي الوفيات الناجمة عن الصراع من 1 إلى 1.2 مليون، بينما شهدت بعض مناطق روسيا انخفاضًا في عدد السكان بأكثر من 50٪. تقلصت المساحة المزروعة في وسط روسيا عدة مرات. بسبب تقلص عدد السكان، تحسنت أجور الفلاحين وتراجعت تجارة العبودية التي اشتدت في النصف الثاني من القرن السادس عشر إلى حد ما.

## في الثقافية
أحتُفل بيوم الوحدة المصادف 4 نوفمبر سنويًا لإحياء ذكرى استسلام الحامية البولندية في الكرملين حتى صعود الاتحاد السوفيتي، عندما تم استبداله باحتفالات ثورة أكتوبر. أعاده الرئيس «فلاديمير بوتين» في عام 2005.

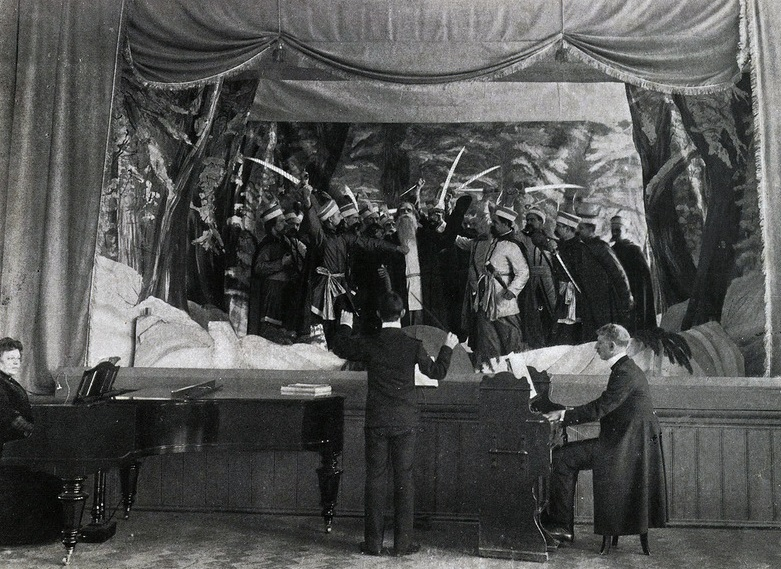
حياة القيصر (إيفان سوزانين خلال الحقبة السوفيتية)، أوبرا لـ«ميخائيل جلينكا».

ألهم زمن المحن الفنانون والكتاب المسرحيون في روسيا وخارجها. الموضوعات الثلاثة الأكثر شعبية هي تحرير تحرير موسكو من قبل الأمير «ديمتري بوزارسكي» و«كوزما مينين»، والصراع بين «بوريس غودونوف» و«ديميتري الدجال الأول»، و«إيفان سوزانين»، وهو قروي قيل إنه ضحى بنفسه من خلال قيادة البولنديين بعيدًا عن «ميخائيل رومانوف»:
- حياة القيصر (إيفان سوزانين خلال الحقبة السوفيتية)، أوبرا «لميخائيل جلينكا»

- بوريس غودونوف، مسرحية «لألكسندر بوشكين»

- بوريس غودونوف، أوبرا من تأليف «موديست موسورجسكي» مُستوحاة من مسرحية «بوشكين»

- ديميتريج، أوبرا عن «ديميتري الدجال الأول» من تأليف «أنتونين دفورجاك»، مع ليبريتو مستوحى من مسرحية «فريدريش شيلر» غير المُكتملة ديميتريوس.

- نصب مينين وبوزارسكي، في الساحة الحمراء

- مينين وبوزارسكي، فيلم «فسيفولود بودوفكين»

- 1612، فيلم ملحمي من عام 2007

رسم الفنانون الروس والبولنديون عددًا من الأعمال بناءً على تلك الفترة. كتب المؤرخ «تشيستر دانينغ»، في كتابه «الحرب الأهلية الأولى في روسيا: زمن المحن وتأسيس سلالة رومانوف» عام 2001، أن روسيا الحديثة بدأت عام 1613 بتأسيس سُلالة رومانوف.